# 巴恩斯利都市自治市
巴恩斯利都市自治市（英語：Metropolitan Borough of Barnsley）是位於英格蘭都會郡南约克郡的都市自治市。其主要城鎮是巴恩斯利。
巴恩斯利都市自治市被M1高速公路穿越平分；西部為鄉郊地區，而東部則為市區及工業地區。巴恩斯利幅員32,863公頃中的68%為綠化地帶及9%為國家公園，大部分位於M1高速公路的西面。巴恩斯利於2007年估計有224,600名居民，十居其九住在M1高速公路的東面。
巴恩斯利都市自治市是根據《1972年地方政府法案》（Local Government Act 1972）而成立，將巴恩斯利郡自治市鎮（county borough）與卡德沃斯（Cudworth）、达菲尔德（Darfield）、达顿（Darton）、迪尔恩（Dearne）、多德沃思（Dodworth）、下霍伊兰（Hoyland Nether）、佩尼斯通（Penistone）、罗伊斯顿（Royston）、伍姆韦尔（Wombwell）及沃斯堡（Worsborough）的市區，聯同佩尼斯通鄉郊地區（Penistone Rural District）、部分赫姆斯沃思鄉郊地區（Hemsworth Rural District）及部分沃特利鄉郊地區（Wortley Rural District）合併，全部均位於約克郡西區內。

## 政治
市議會選舉每四年進行3次選舉，於連續3年選舉後停1年，63個議席中的三份一於每年選舉中重選，翌年為另外三份一，第三年為餘下三份一，然後一年停止。自1973年首次選舉以來一直由工黨控制。2011年選舉後市議會議員組合如下：
| 年份   | 工黨 | 巴恩斯利獨立團體 | 保守黨 | 無黨籍 |
| ------ | ---- | ---------------- | ------ | ------ |
| 2011年 | 43   | 13               | 6      | 1      |

## 教育
巴恩斯利都市自治市有超過100所學校和書院，公立學校由巴恩斯利本地教育局（Local Education Authority）負責管理，共有14所公立中學和約80所公立小學，同時還有兩所私立學校。第六學級（Sixth form）的教育由巴恩斯利學院（Barnsley College）和佩尼斯通文法學校（Penistone Grammar School）提供。並由北方學院（Northern College）提供成人教育。哈德斯菲尔德大学在巴恩斯利市中心設有校園。

## 外部連結
- Barnsley Portal （页面存档备份，存于）
- Royston website